# Robert Perew
Robert Straham Perew, né le 5 août 1923 à Philadelphie et mort le 14 novembre 1999 à Denton (Texas), est un rameur d'aviron américain. 

## Carrière

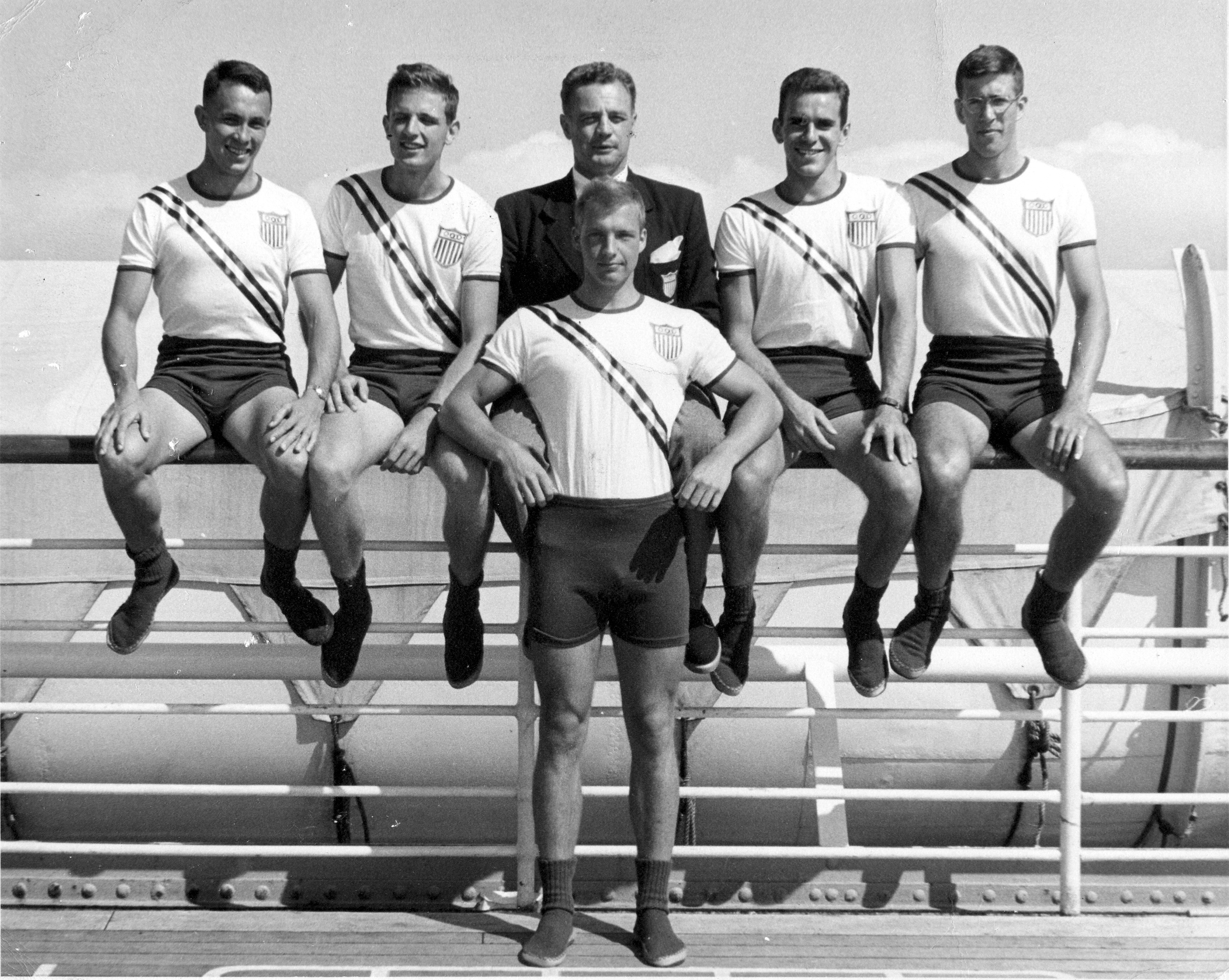
Équipe américaine d'aviron aux Jeux olympiques de 1948.

Robert Perew a participé aux Jeux olympiques de 1948 à Londres. Il a remporté la médaille de bronze  en quatre sans barreur, avec Stu Griffing, Greg Gates et Fred Kingsbury.